# Mesostenus roborowskii
Mesostenus roborowskii là một loài tò vò trong họ Ichneumonidae.